# Xã Ferry, Quận Grand Forks, Bắc Dakota
Xã Ferry (tiếng Anh: Ferry Township) là một xã thuộc quận Grand Forks, tiểu bang Bắc Dakota, Hoa Kỳ. Năm 2010, dân số của xã này là 359 người.